# Незалежні (партія)
Незалежні (нім. Die Unabhängigen, скорочено DU) — правоцентристська християнсько-демократична політична партія Ліхтенштейну.
На початку другого десятиліття XXI ст. група депутатів із Патріотичного союзу на чолі з Гаррі Кадераром утворили Альянс «Незалежні за Ліхтенштейн». До 2013 року Альянс був реорганізований у партію. На парламентських виборах 2013 року партія набрала 29,740 (15,3 %) голосів і здобула чотири місця у Ландтазі.